# Dallara 3087
La Dallara 3087 è una monoposto di Formula 3000 e Formula 1, costruita dalla italiana Dallara e utilizzata dalla scuderia BMS Scuderia Italia per partecipare al campionato mondiale di Formula 1 1988, nell'attesa di terminare la preparazione della vettura ufficiale.
Progettata da Giampaolo Dallara, è alimentata da un motore Ford Cosworth DFV V8 da 2.993 cm³ con architettura V8 da 90°. La Dallara 3087 si tratta dell'ultima vettura ad aver fatto uso di tale motore in un Gran Premio di Formula 1.

## Risultati in Formula 1
| Anno | Team            | Motore | Gomme | Piloti |     |  |  |  |  |  |  |  |  |  |  |  |  |  |  |  | Punti | Pos. |
| ---- | --------------- | ------ | ----- | ------ | --- |  |  |  |  |  |  |  |  |  |  |  |  |  |  |  | ----- | ---- |
| 1988 | Scuderia Italia | Ford   | G     | Caffi  | NPQ |  |  |  |  |  |  |  |  |  |  |  |  |  |  |  | 0     | —    |